# Wilk (Familienname)
Wilk ist ein Familienname englischsprachigen Ursprungs (eine Kurzform von Wilkin, Wilkins oder Wilkinson und abgeleitet von William) oder polnischen Ursprungs (Bedeutung: Wolf). Der Name und seine Varianten Wilks und Wilkes kommt am häufigsten in den USA, anderen englischsprachigen Ländern und Polen vor.

## Namensträger
- Adam Wilk (* 1987), US-amerikanischer Baseball-Spieler
- Barbara Wilk (1935–2023), polnische Turnerin; siehe Barbara Konopka
- Barbara Wilk-Mincu (* 1939), deutsche Kunsthistorikerin, Bibliothekarin und Heinrich-von-Kleist-Forscherin
- Brad Wilk (* 1968), US-amerikanischer Schlagzeuger der Band Rage Against the Machine
- Cezary Wilk (* 1986), polnischer Fußballspieler
- Chester Wilk, US-amerikanischer Chiropraktiker, bekannt geworden durch das Kartellverfahren Wilk v. American Medical Association
- Diane Wilk, US-amerikanische Drehbuchautorin und Produzentin
- Elvia Wilk (* 1989), US-amerikanische Autorin und Redakteurin
- Florian Wilk (* 1961), deutscher evangelischer Theologe
- Heinz von Wilk (* 1949), deutscher Autor und Musiker
- Helmut Wilk (Fußballspieler) (* 1940), deutscher Fußballspieler
- Helmut Wilk (Handballspieler) (* 1955), deutscher Handballspieler und -trainer
- Herbert Wilk (1905–1977), deutscher Schauspieler
- Jacek Wilk (* 1974), polnischer Politiker
- Jair Wilk, australischer Fußballspieler
- Jakub Wilk (* 1985), polnischer Fußballspieler
- Jan Kazimierz Wilk (* 1951), polnischer römisch-katholischer Bischof
- Janine Wilk (* 1977), deutsche Autorin
- Joe Wilk, US-amerikanischer Boxer
- Johanna Wilk-Mutard (* 1935), österreichische Ballett-Tänzerin und Tanzpädagogin
- Katarzyna Wilk (* 1992), polnische Schwimmerin
- Mariusz Wilk (* 1955), polnischer Journalist und Schriftsteller
- Martin Wilk (Statistiker) (1922–2013), kanadischer Statistiker, Miterfinder des Shapiro-Wilk-Tests
- Martin Wilk (* 1970), deutscher Geistlicher und Generalvikar
- Maurice Wilk, US-amerikanischer Violinist
- Max Wilk (1920–2011), US-amerikanischer Drehbuchautor, Dramaturg und Schriftsteller
- Michael Wilk (Komponist), US-amerikanischer Komponist und Produzent
- Michael Wilk (* 1956), deutscher Autor
- Peter Wilk, US-amerikanischer Mediziner und Publizist
- Rafał Wilk (* 1974), polnischer Paracycler und Speedwayfahrer
- Rainer Wilk (* 1963), deutscher Fußballtorwart
- Scott Wilk (* 1959), US-amerikanischer Politiker
- Selene Vigil-Wilk (* 1965), US-amerikanische Sängerin
- Stanisław Wilk (* 1944), polnischer Ordensgeistlicher, Rektor der Katholischen Universität Lublin
- Thomas Wilk (* 1971), deutscher Jurist und politischer Beamter
- Udo-Wolfgang Wilk (1928–2016), deutscher Regisseur
- Vic Wilk (* 1960), US-amerikanischer Berufsgolfer
- Werner Wilk (1900–1970), deutscher Schriftsteller, Lektor und Redakteur
- Willy Wilk-Kern (1931–2016), Schweizer Bauingenieur
- Wioletta Wilk (* 1967), polnische Badmintonspielerin
- Wojciech Wilk (* 1972), polnischer Politiker

Fiktionale Charaktere
- Carl Wilk und Mary Ann Wilk, Charaktere in American Gun, gespielt von Donald Sutherland und Linda Cardellini
- Jonathan Wilk, Hauptcharakter und berühmter Anwalt in dem US-amerikanischen Spielfilm Der Zwang zum Bösen, gespielt von Orson Welles
- Patricia Wilk, Nebencharakter in der US-amerikanischen TV-Series Scrubs, gespielt von Michael Learned
- Kelly Wilk, Charakter in American Dad
- Fred Wilk, Charakter in der US-amerikanischen TV-Serie Invasion von der Wega